# Kazuo Kashio
Kazuo Kashio (jap. 樫尾 和雄 Kashio Kazuo; ur. 9 stycznia 1929 w Tokio, Japonia; zm. 18 czerwca 2018) – japoński przedsiębiorca, założyciel firmy Casio.
Kazuo Kashio ukończył w marcu 1951 roku Nihon University (jap. Nihon Daigaku). W 1952 roku wraz z braćmi założył firmę Casio. Wniósł znaczny wkład w rozwój firmy, a zwłaszcza we wdrożenie produkcji kalkulatorów. W 1957 roku został kierownikiem produkcji wszystkich wytwarzanych urządzeń. W 1965 roku został kierownikiem sprzedaży. Od 1988 roku był przewodniczącym zarządu firmy Casio.
Był żonaty, miał troje dzieci.